# Släng morsan av tåget
Släng morsan av tåget (engelska: Throw Momma From the Train) är en amerikansk komedifilm från 1987 i regi av Danny DeVito. I huvudrollerna ses DeVito, Billy Crystal, Kim Greist och Anne Ramsey. Filmen är inspirerad av Hitchcock-thrillern Främlingar på tåg. Den hade biopremiär i USA den 11 december 1987.

## Handling
Larry Donner (Billy Crystal) är lärare på en skrivkurs. Han hatar sin exfru som gjort succé med hans manus. En av hans elever är Owen (Danny DeVito) som terroriseras av sin mor. Genom ett missförstånd tror Owen att han och Larry är överens om att mörda varandras plågoandar.

## Rollista
| Danny DeVito      | – Owen                  |
| Billy Crystal     | – Larry                 |
| Kim Greist        | – Beth                  |
| Anne Ramsey       | – Momma                 |
| Kate Mulgrew      | – Margaret              |
| Branford Marsalis | – Lester                |
| Rob Reiner        | – Joel                  |
| Bruce Kirby       | – Detective DeBenedetto |
| Joey DePinto      | – Sargeant              |
| Annie Ross        | – Mrs. Hazeltine        |
| Raye Birk         | – Pinsky                |
| Oprah Winfrey     | – Sig själv             |
| Olivia Brown      | – Ms. Gladstone         |
| Philip Perlman    | – Mr. Perlman           |

### Fotnoter
1. ↑  ”Throw Momma From the Train” (på engelska). Box Office Mojo. 11 december 1987. http://www.boxofficemojo.com/movies/?id=throwmommafromthetrain.htm. Läst 27 augusti 2016.